# Randusari (Cibeureum)
Randusari is een bestuurslaag in het regentschap Kuningan van de provincie West-Java, Indonesië. Randusari telt 1887 inwoners (volkstelling 2010).